# Метаболічний синдром
Метаболічний синдром (також називають смертельним квартетом, синдромом Рейвена або синдромом X ) - патогенетично взаємозв’язані метаболічні порушення у стані одного хворого. Окрім куріння, що розглядається як вирішальний фактор ризику захворювань судин (ішемічна хвороба серця), виділяють не менш важливі чотири чинники: 
- Ожиріння
- Гіпертонія
- Порушення обміну жирів, що супровождується гіпертригліцеридемією та зниженням рівню ЛПВЩ
- Резистентність до інсуліну, або порушення толерантності до глюкози, основна причина цукрового діабету 2 типу.

Визначення метаболічного синдрому протягом останніх років неодноразово змінювалося. Поки немає загальновизнаного визначення синдрому, тому і не існує загального дійсного коду ICD-10 для документування. Класифікація заснована або на інсулінорезистентності (синдром резистентності до інсуліну, класифікація ВООЗ 1999 р.), Або на клінічних проявах ( NCEP-ATP-III). Таким чином, для правильної документації синдрому, встановлюються коди на ожиріння, високий артеріальний тиск, гіпертригліцеридемія, та порушення толерантності до глюкози. Це зрозуміло, оскільки метаболічний синдром розглядають не як самостійне захворювання, а  як "групу факторів ризику серцево-судинної системи" (настанови Німецького товариства ожиріння від 2007 року ).
Поширеність метаболічного синдрому серед дорослого населення, за даними 2001 р., досить висока і в США становить 23,7% (24% серед чоловіків і 23,4% серед жінок). При цьому у вікових групах 20–49 років метаболічний синдром частіше відзначають у чоловіків, у хворих віком 50–69 років поширеність метаболічного синдрому практично однакова у чоловіків і жінок, у той час як в осіб старше 70 років метаболічний синдром частіше виявляють у жінок. Прийнято вважати, що вища, порівняно з чоловіками, частота метаболічного синдрому в жінок старших вікових груп зумовлена настанням менопаузи.

## Патофізіологія
Метаболічний синдром розвивається через надмірне харчування та недостатню фізичну активність. Набуте ожиріння, що виникає в результаті такого способу життя, призводить до інсулінорезистентності. Інсулін в основному відповідає за контроль рівня цукру в крові, а також забезпечує транспорт глюкози до м'язів і жирової тканини за допомогою транспортерів GLUT-4. Надлишок глюкози в крові можна тимчасово компенсувати шляхом збільшення вироблення інсуліну (гіперінсулінемія) з метою підтримання еуглікемічного метаболічного стану. Однак, з часом, високий рівень інсуліну призводить до втрати активності гормону і розвивається резистентність тканин до інсуліну, що може перейти діабет 2 типу.
Вісцеральна жирова тканина має великий вплив на розвиток метаболічного синдрому. Це тканина багата адипоцитами та розташована між органами черевної порожнини (внутрішньочеревна). Адипоцити є гормонально активними і піддаються посиленому ліполізу, який більше не реагує на гальмівну дію інсуліну. Речовини, що секретуються, включають TNF-α та інтерлейкін-6 (медіатори запалення, що також сприяють розвитку резистентності до інсуліну). У цей час концентрація адипонектину, гормону, що виробляється адипоцитами, падає (до 7–10 мкг/л), який є чутливим до інсуліну, антиатерогенним (діє проти атеросклерозу) та протизапальним. Підвищене вивільнення неестерифікованих жирних кислот (вільних жирних кислот) адипоцитами гальмує вплив інсуліну на печінку та м’язи. Це сприяє глікогенолізу та глюконеогенезу в печінці, спостерігається підвищене вивільнення глюкози з печінки. 
У той же час часто можна спостерігати атерогенну дисліпідемію -  зміну рівня ліпідів у крові (низький рівень ЛПВЩ та високі концентрації тригліцеридів та ЛПНЩ). Завдяки впливу вільних жирних кислот в печінці збільшується продукція ЛПНЩ. Ці ліпопротеїди характеризуються високою концентрацією тригліцеридів, які таким чином досягають периферії. Частинки ЛПНШ метаболізуються в межах ліпідного обміну з виведенням жирних кислот ліпопротеїновою ліпазою, до (ліпопротеїнів проміжної щільності) (IDL) та ЛПНЩ. Ці ліпопротеїни взаємодіють з частинками ЛПВЩ та обмінюються тригліцеридами в замін на складні ефіри холестерину через білок (Cholesterol-Ester-Transferprotein) (CETP). Це знижує вміст холестеролу в молекулах ЛПВЩ, відповідно їх концентрація падає. Склад частинок ЛПНЩ також змінюється через зниження вмісту холестерину в межах ліпопротеїдів. Отримані в результаті невеликі щільні молекули ЛПНЩ є більш атерогенними, ніж частинки ЛПНЩ звичайного розміру. 
Згідно з теорією канадського гастроентеролога Іана Спредбері, синдром розвивається внаслідок надмірного харчування борошном, цукром та іншими рафінованими промисловими продуктами, які могли б сприяти поширенню прозапального мікробіому в кишечнику. В основному це стосується людей, які живуть в індустріально розвинених країнах та ведуть малорухомий спосіб життя.

## Критерії ВООЗ
Відповідно до критеріїв ВООЗ з 1998 року метаболічний синдром може бути діагностований, якщо є: 
- Порушення толерантності до глюкози або
- Цукровий діабет та/або
- Інсулінорезистентність

і два з наступних параметрів: 
- Підвищення артеріального тиску (≥ 140/90 мм рт.ст.),
- Порушення обміну жирів: Тригліцериди : ≥ 1,7   ммоль/л (150   мг/дл) та/або ЛПВЩ  ≤ 0,9   ммоль/л (35   мг/дл) (чоловіки), ≤ 1,0   ммоль/л (39   мг/дл) (жінки),
- Черевне ожиріння: співвідношення талії та стегон > 1,00 (чоловіки) або > 0,85 (жінки), або ІМТ > 30   кг/м²,
- Мікроальбумінурія : виділення альбуміну з сечею ≥ 20   Мкг/хв або співвідношення альбумін/креатинін ≥ 30   мг/г.

## Критерії міжнародної діабетичної федерації (IDF)(2005)
Обов’язковою умовою наявності метаболічного синдрому є наявність черевного (так званого центрального) ожиріння : у чоловіків окружність талії ≥ 94   см, у жінок ≥ 80   см. 
Щонайменше два чинники ризику в анамнезі, пов'язані з основним фактором: 
- Значення рівня глюкози в крові натще ≥ 6,1 ммоль/л (≥ 110 мг/дл)с. вимірюється в плазмі крові, або діагностований цукровий діабет,
- підвищення тригліцеридів > 150   мг/дл (> 1,7   ммоль/л) або проведене лікування вже почало знижувати рівень тригліцеридів,
- низький рівень ЛПВЩ : <40   мг/дл (<1,05   ммоль/л) у чоловіків і <50   мг/дл (<1,25   ммоль/л) у жінок, або терапія вже почала збільшувати рівень ЛПВЩ
- Гіпертонічна хвороба (систолічний АТ > 140 мм рт.ст. і/або діастолічний АТ > 90 мм рт.ст.) або артеріальна гіпертензія, що вже лікується.

## Лікування
Лікування метаболічного синдрому переслідує відразу дві цілі: усунути причину, що викликала цей синдром, і фактори ризику розвитку захворювань серцево-судинної системи, якщо вони є. Як згадувалося вище, більшість людей, які страждають на метаболічний синдром, мають надлишкову вагу і ведуть малорухливий спосіб життя. Здоровий спосіб життя - це один із найголовніших підходів до лікування метаболічного синдрому, який включає в себе корекцію надлишкової ваги, підвищення фізичної активності.
Основні цілі медикаментозної терапії включають:
- Корекція дисліпідемії
- Нормалізація рівня АТ
- Лікування діабету й предіабету

## Див.також
- Здоровий спосіб життя
- Здорове харчування
- Раціональне харчування